# Font de la Canya
Font de la Canya (ou Turó de la Font de la Canya) est un site archéologique ibère situé dans la commune d'Avinyonet del Penedès (comarque d'Alt Penedès), dans la province de Barcelone, en Catalogne, en Espagne,. Il s'agit d'un ancien village de la tribu des Cessetani qui a été occupé du VIIe au début du IIe siècle av. J.-C. Il a été abandonné peu après l'arrivée des Romains à l'issue de la deuxième guerre punique (218 à 202 av. J.-C.).
Les découvertes faites lors des fouilles archéologiques montrent que la culture de la vigne en Catalogne serait née à proximité du village, dans la zone qui est aujourd'hui la commune d'Avinyonet del Penedès et ses alentours. Les nombreux vestiges de consommation de vin et de culture de la vigne trouvés à toutes les phases du site en font un foyer probable d'introduction de la viticulture en Catalogne.

## Historique des fouilles

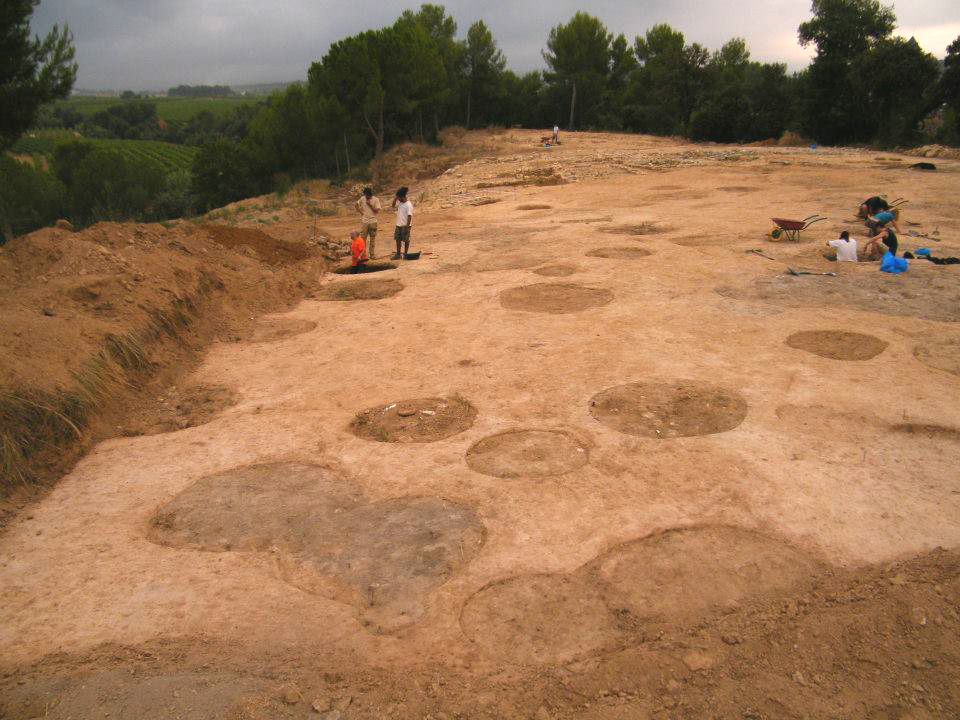
Localisations des silos avant les fouilles

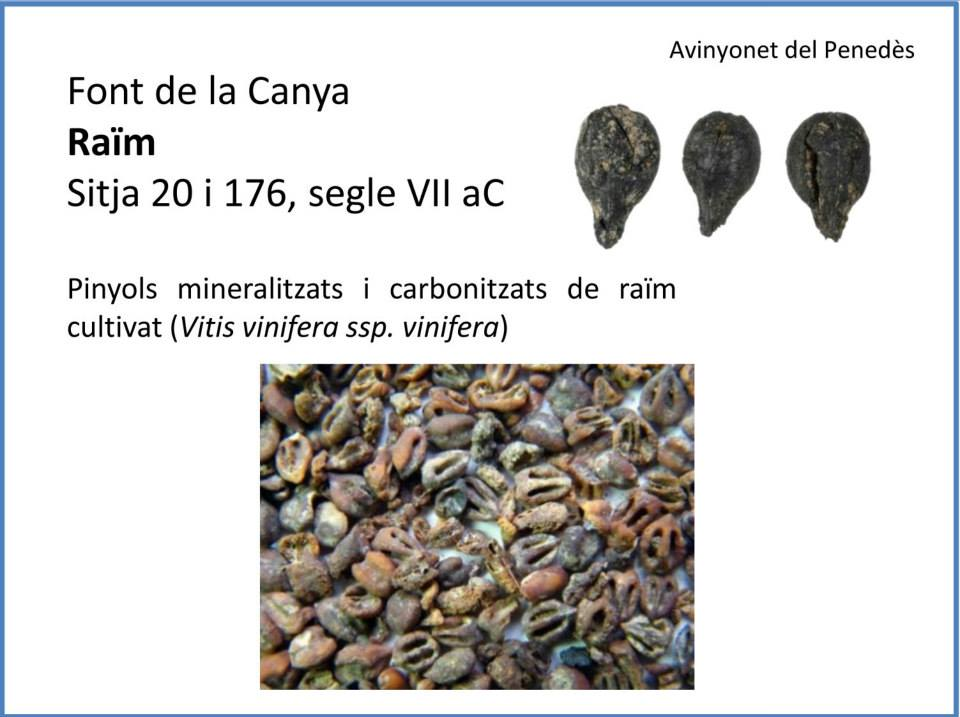
Graines de vitis vinifera carbonisées et minéralisées

Le site a été découvert par hasard en 1997 par un voisin, Xavier Esteve, archéologue de profession, lors de travaux de défrichement agricole réalisés dans la zone.
Les premières fouilles ont eu lieu en 1998 et ont permis d'identifier un bon nombre de silos, qui n'ont pu être fouillés que l'année suivante. À partir de 2000, les fouilles ont relevé de la responsabilité du Département d'archéologie de la généralité de Catalogne, sous la direction d'une équipe de recherche de l'université de Barcelone, formée par David Asensio, Jordi Morer et Xavier Cel, intégrant plus tard Dani López Reyes et Rafel Jornet. Dans les années suivantes, d'importantes découvertes ont été faites et, malgré leur potentiel, les fouilles ont été ralenties par le manque de financement. Cependant, grâce aux efforts des bénévoles, l'équipe de fouille a pu mettre au jour des graines carbonisées  de vitis vinifera datées du VIIe siècle av. J.-C., les plus anciennes de Catalogne, et, en 2004, les traces d'une zone d'habitation.
En 2007, une nouvelle équipe municipale a décidé de soutenir les fouilles, permettant ainsi aux archéologues d'avancer plus rapidement. Ils ont pu ainsi trouver des dizaines de nouveaux silos, délimiter le périmètre de l'habitat, fouiller la zone d'habitat et trouver des restes humains enterrés à l'intérieur d'un des silos. On avait déjà trouvé en 1998 un socle de pressoir qui serait daté du IIIe siècle av. J.-C. Ceci, ainsi que la multitude d'amphores phéniciennes, étrusques, grecques, carthaginoises et romaines trouvées, différents ustensiles pour le traitement du vin et des graines carbonisées de toutes les périodes ibériques, montrent que le village était un centre de production et de distribution de différents produits agricoles, notamment de céréales, comme en témoignent les centaines de silos trouvés.
En 2009 a eu lieu une importante découverte : dans un silo réutilisé comme dépotoir au VIIe siècle av. J.-C. ont été trouvées un grand nombre de graines minéralisées (non carbonisées) de vitis vinifera qui préservaient son aspect d'origine.
Lors des fouilles de 2013, une deuxième zone d'habitat a été découverte, plus ancienne que la première, appartenant aux VIIe et Ve siècles av. J.-C., ainsi que l'emplacement de nouveaux silos. Il faut noter qu'environ 400 silos ont été découverts à ce jour, mais le nombre total pourrait s'élever entre 800 et 1000.

## Histoire du site

### Introduction de la viticulture

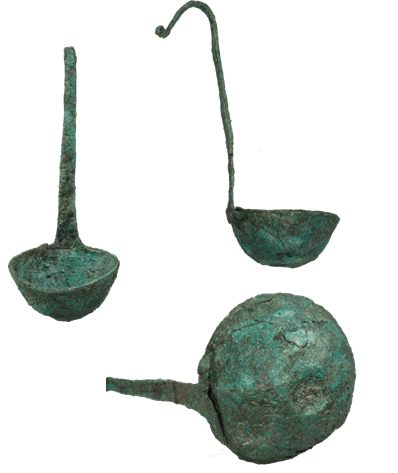
Simpulum en bronze du premier âge du fer

Au cours de cette phase, d'environ 650 à 550 av. J.-C., durant l'Âge du fer, apparaissent à la Font de la Canya des traces archéologiques de la consommation de vin importé. Il existe des vases amphoriques d'origine phénicienne, en particulier de la région du détroit de Gibraltar, et, dans une moindre mesure, carthaginoise, qui témoignent d'échanges commerciaux avec les Phéniciens. Ceux-ci ont probablement par la suite coopéré avec les indigènes pour rechercher des emplacements adaptés à la plantation de vignoble et implanter le système complexe de la production de vin. La consommation de vin importé dans l'Alt Penedès actuel aurait ainsi été suivie de la production locale.
Le vin est devenu un élément important des célébrations, et un signe de pouvoir et de richesse. Ceci expliquerait le volume des importations de vin d'origine phénicienne documentées en Catalogne et dans le pays Valencien au VIIe siècle av. J.-C.
La présence sur le site de mortiers-tripodes phéniciens nous renseigne sur la préparation du vin pour la consommation. Des épices et des arômes étaient généralement ajoutés pour rehausser sa saveur ou pour cacher sa détérioration lors du transport sur de longues distances. La découverte d'un simpulum (louche en bronze utilisée pour servir le vin) et celle de grandes quantités de graines de la vigne cultivée, la Vitis vinifera, montrent que la Font de la Canya produisait déjà du vin dès cette époque.

### Développement de la viticulture

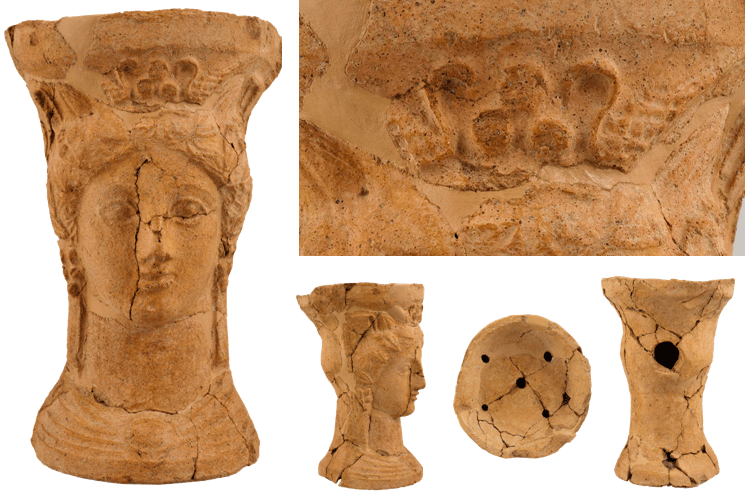
Coupe votive de la déesse Déméter

Dans la suite de l'Âge du fer, d'environ 550 à 150 av. J.-C., les nouvelles cultures introduites se sont développées, supplantant la culture des légumineuses et, dans certaines régions, celle des céréales. Ainsi, sur la côte centrale et dans l'Alt Penedès, la culture de la vigne apparait sur tous les sites étudiés, des sous-produits issus de son pressurage étant documentés.
À la Font de la Canya, outre ceux typiques de l'agriculture céréalière, sont documentés à cette époque des ustensiles spécifiques pour la culture et la production du vin, comme un sécateur en fer avec un manche en os (IVe siècle av. J.-C.) et un socle de pressoir vinicole en pierre (IIIe siècle av. J.-C.). Contrairement à la première phase, des ustensiles de table liés à la préparation, au service et à la consommation du vin apparaissent aussi sur le site. En outre, l'aspect cérémoniel du vin se développe, comme l'indique la découverte des restes d'un important matériel en l'honneur de la déesse grecque Déméter (Tanit pour les Carthaginois), dans lequel un verre a notamment été trouvé. La forme d'un buste de cette divinité, avec une inscription sur la tête qui dit "kalathos" (bienvenue en grec) et avec le front décoré de céréales et de raisins, est datée du IIIe siècle av. J.-C.